# أخيطوب
أخيطوب (بالعبرية: אֲחִיטוּב‏) هو شخصية توراتية، ومعناه "أخو الطيبة"، وهو ابن فينحاس حفيد الكاهن عالي وأخو إيخابود. يعد وفاة جده عالي، خلفه على الأرجح في تولي منصب رئيس كهنة بني إسرائيل، وهو أبو أخيمالك الكاهن.
ويُعتقد أنه هو نفسه أخيطوب جد صادوق.